# کوژنگتسا کاشوسکا
کوژنگتسا کاشوسکا (به لهستانی:  Kuźnica Kaszewska) یک روستا در لهستان است که در گمینا کلوکی واقع شده‌است.
 کوژنگتسا کاشوسکا  ۱۰۰ نفر جمعیت دارد.